# Ácido ciclopiazônico
O ácido ciclopiazônico (CPA) é um metabólito secundário fúngico tóxico. Quimicamente é um indol de ácido tetrâmico. O  CPA foi originalmente isolado do fungo Penicillium cyclopium e subsequentemente de outros fungos como Penicillium griseofulvum, Penicillium camemberti, Penicillium commune, Aspergillus flavus, e Aspergillus versicolor. O CPA é tóxico apenas em altas concentrações.  Biologicamente, o CPA é um inibidor específico de Ca2+-ATPase nos locais de armazenamento de Ca2+ intracelulares.